# Joseph M. Gregory
Joseph M. „Joe“ Gregory (* 1950) ist ein US-amerikanischer Banker und war der letzte Chief Operating Officer, Managing Director und Verwaltungspräsident sowie stellvertretender Chief Executive Officer – für Richard S. Fuld, Jr. – der Investmentbank Lehman Brothers. Er hielt seine Positionen bis zum Bankrott der Bank im September 2008 und ist für ein luxuriöses Privatleben bekannt.

## Karriere und Mitgliedschaften
Gregory begann seine Karriere bei Lehman Brothers als Wertpapierhändler im Jahr 1974. In den Jahren 1980 bis 1991 war der Banker für die Firmenbereiche „Feststehende Einkünfte“ und „Hypotheken“ verantwortlich. Von 1991 bis 1996 wurde Gregory zum Beaufsichtigten der Abteilung „Feststehende Einkünfte“ ernannt. Bis zum April 2000 führte der US-Amerikaner den Bereich „Globale Dividendenpapiere“. Diesen Bereich wechselte er und fungierte bis zum Mai des Jahres 2002 als Chief Administrative Officer der Bank.
Der Banker ist Beiratsmitglied der Posse Foundation, Inc. sowie Mitglied des Kuratoriums der Harlem Children’s Zone. Des Weiteren ist Gregory Teil des Verwaltungsrats der Hofstra University.

## Privates
Im Jahr 2007 betrug Gregorys Einkommen rund 26 Millionen US-Dollar. Unmittelbar nach der Insolvenz von Lehman Brothers stellte der Banker sein Luxus-Anwesen in Bridgehampton, New York City für 32,5 Millionen US-Dollar zum Verkauf. Der CNBC Moderator Donny Deutsch erwarb das Anwesen letztendlich für 20,5 Millionen US-Dollar. Eine weitere Villa, auf Long Islands Nordküste, verkaufte Gregory im Jahr 2012 für 22 Millionen US-Dollar. Zu weiteren Anwesen, die der US-Amerikaner nach der Pleite von Lehman Brothers verkaufte, gehören ein privates Ski-Resort in Manchester, Vermont wie auch eine 500.000-US-Dollar-Villa in Pennsylvania und ein Penthouse auf der Park Avenue in Manhattan, das er für 4,4 Millionen US-Dollar versteigern ließ. Im Winter des Jahres 2014 versteigerte Gregory einige seiner Möbel für 2.753.815 US-Dollar sowie Teile seiner Kunstkollektion zu einem Preis von 13.666.875 US-Dollar bei dem britischen Traditionshaus Sotheby’s. Während seiner gesamten Zeit bei Lehman Brothers verdiente Gregory rund 233 Millionen US-Dollar und bestritt seinen Arbeitsweg stets mit dem Helikopter.